# 武寧路駅
武寧路駅（ぶねいろえき）とは、中華人民共和国上海市普陀区長寿路武寧路に位置する上海地下鉄13号線、14号線の駅。

## 歴史
- 2014年12月28日：13号線の駅として開業[1]。
- 2021年12月30日：14号線の開業により乗換駅となる[2]。

## 駅構造
両線共島式ホーム1面2線の地下駅。ホームドア設置。

### のりば
| 番線                    | 路線     | 行先       |
| ----------------------- | -------- | ---------- |
| 13号線ホーム（地下3階） |          |            |
| 1                       | ■ 13号線 | 金運路方面 |
| 2                       | ■ 13号線 | 張江路方面 |
| 14号線ホーム（地下2階） |          |            |
| 3                       | ■ 14号線 | 封浜方面   |
| 4                       | ■ 14号線 | 桂橋路方面 |

（出典：上海地下鉄:13号线站层图・14号线站层图）

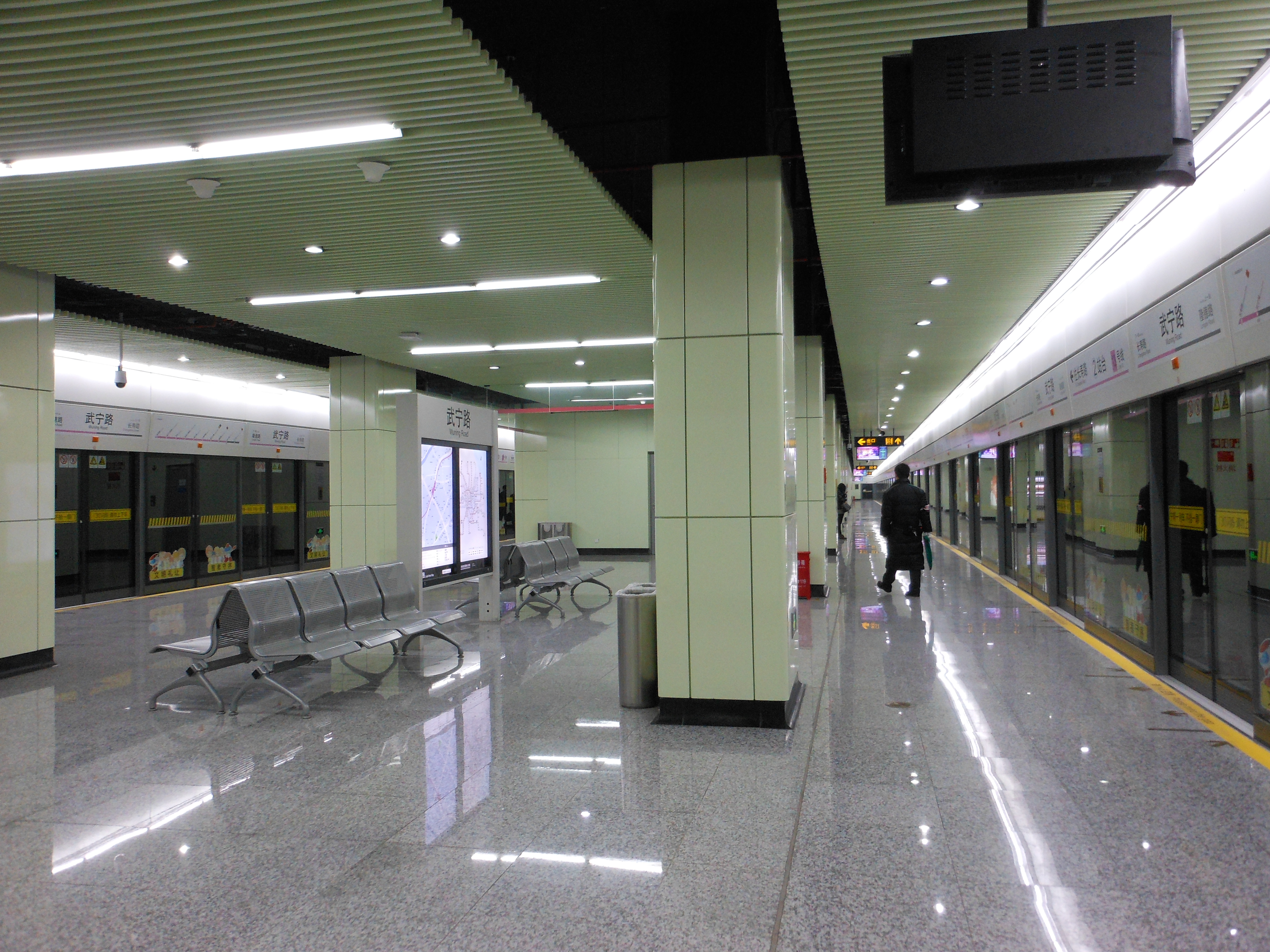
13号線ホーム
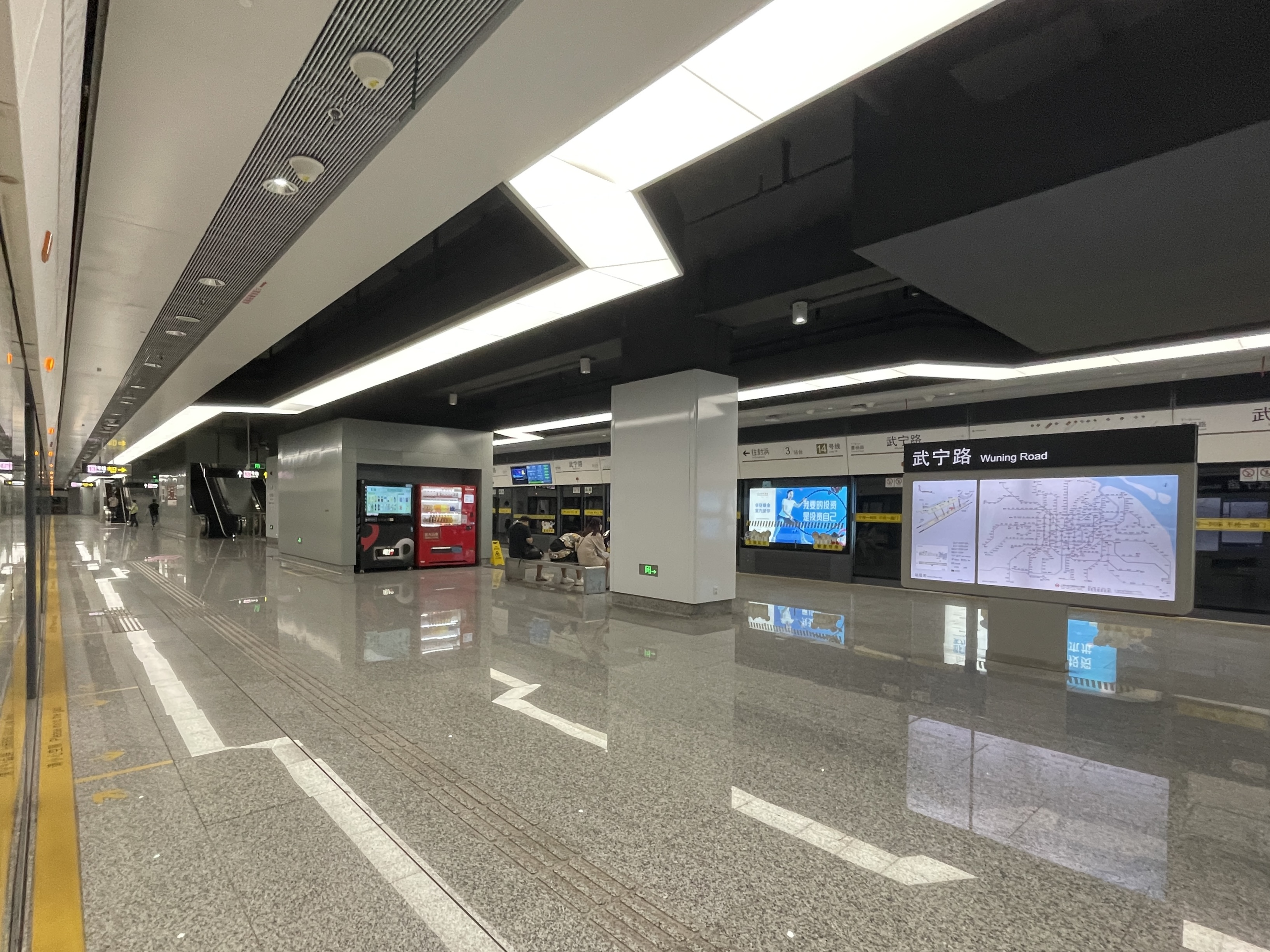
14号線ホーム
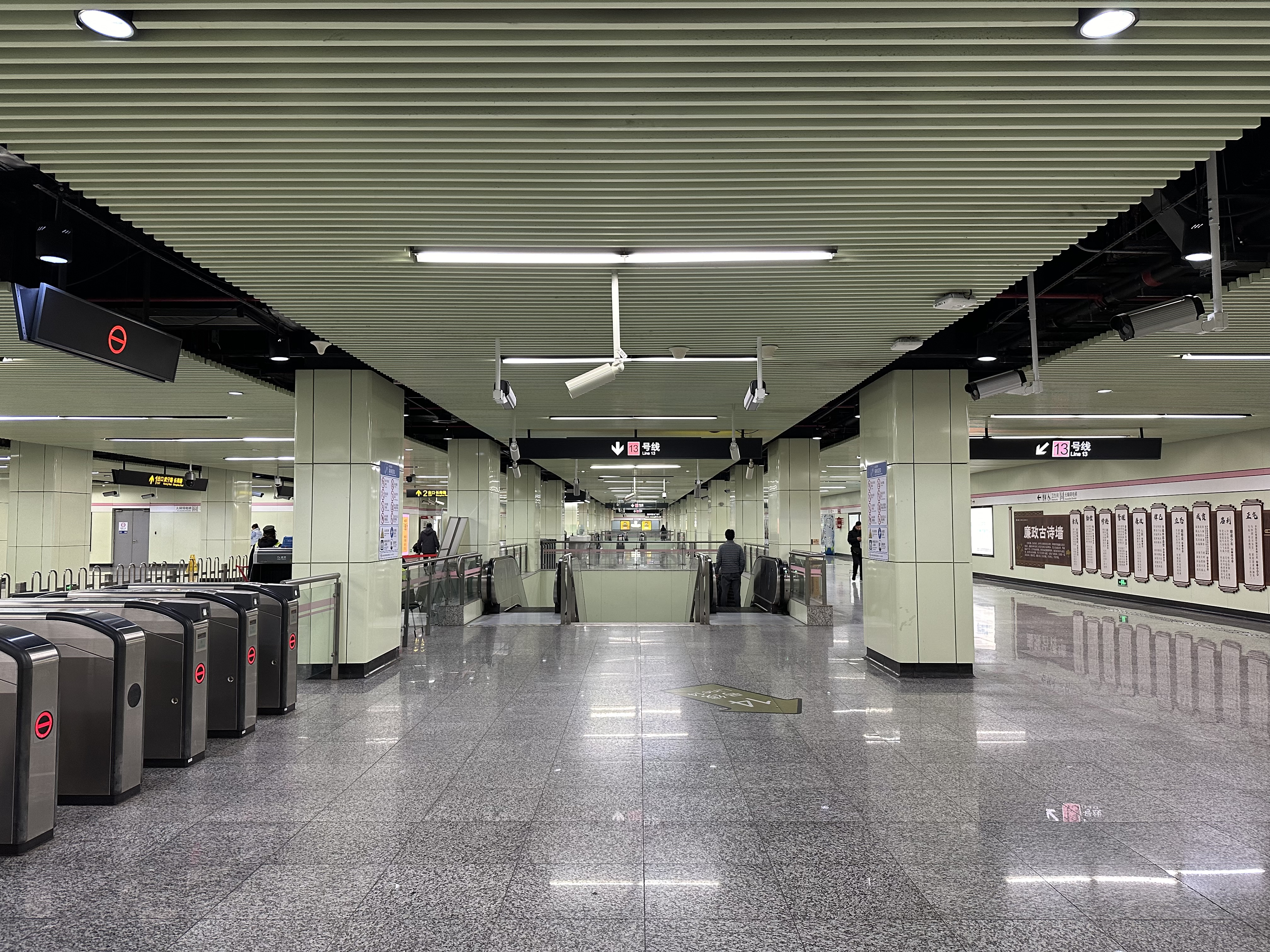
13号線コンコース
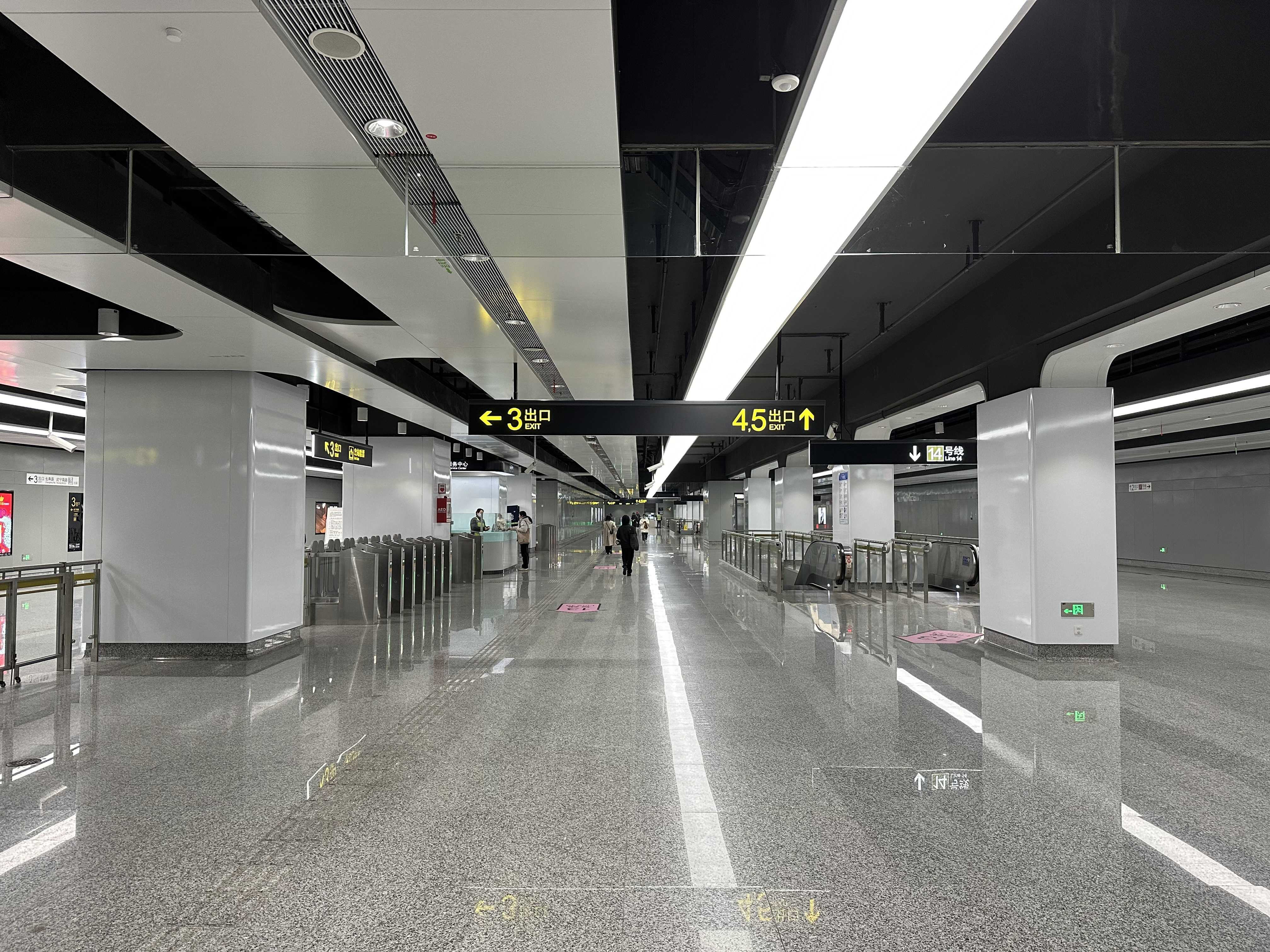
14号線コンコース

## 駅周辺
- 大衆河浜ビル
- 匯麗花園
- 中港匯
- 上海蘇堤春暁名苑
- 上海静安小学
- 智慧広場
- 華紡小区
- 西部俊園
- 怡灃ビル
- 怡樂花園
- 達安花園
- 麗晶陽光ビル
- 陽光新苑
- 上海知音苑

## 隣の駅
上海軌道交通
■ 13号線
隆徳路駅 - 武寧路駅 - 長寿路駅
■ 14号線
曹楊路駅 - 武寧路駅 - 武定路駅